# Dietrich Murswiek

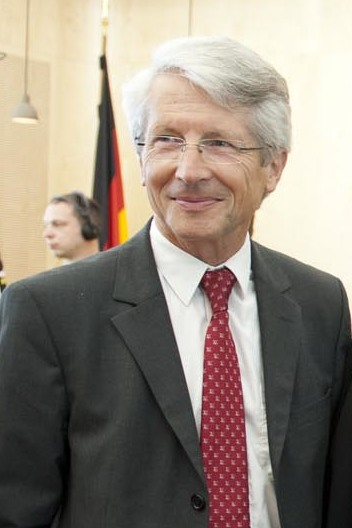
Dietrich Murswiek (2012)

Dietrich Murswiek (* 11. Oktober 1948 in Hamburg) ist ein deutscher Rechtswissenschaftler. Er ist emeritierter Professor für Staats- und Verwaltungsrecht sowie deutsches und internationales Umweltrecht der Albert-Ludwigs-Universität Freiburg.

## Leben und Werk
Als Jugendlicher war Murswiek in der von Heinrich Meier herausgegebenen und als rechtsextrem eingestuften Schülerzeitung Im Brennpunkt aktiv engagiert.
Nach dem Abitur studierte Murswiek in Erlangen, Marburg und Heidelberg Rechtswissenschaften und wurde 1978 bei Karl Doehring an der Juristischen Fakultät der Universität Heidelberg mit dem Thema Die verfassunggebende Gewalt nach dem Grundgesetz für die Bundesrepublik Deutschland zum Dr. jur. promoviert. In dieser Arbeit arbeitete Murswiek heraus, dass das Grundgesetz die theoretische Unterscheidung von verfassunggebender Gewalt und verfassten Staatsgewalten (pouvoir constituant und pouvoir constitué) in die Verfassung inkorporiert habe, woraus er Konsequenzen für die Grenzen der Verfassungsänderung ableitet. So zeigte er nicht nur, dass die „Ewigkeitsklausel“ des Grundgesetzes (Artikel 79 Absatz 3) ihrerseits keiner Verfassungsänderung unterliegt, sondern auch, dass es außerhalb des Anwendungsbereichs dieser Klausel weitere systematische Grenzen der Verfassungsänderung gibt.
Als Student war er Mitglied des Nationaldemokratischen Hochschulbunds in Heidelberg und Mitarbeiter des rechtsextremen Deutschen Studenten-Anzeigers. Am 21. Mai 1970 war Murswiek an einer Aktion im Rahmen einer Demonstration gegen das Treffen von Willy Brandt und Willi Stoph in Kassel beteiligt, bei der „die DDR-Spalterflagge“ vom Mast gerissen wurde. Murswiek wurde für die Aktion von dem rechtsextremen Deutschen Studenten-Anzeiger in der Ausgabe 48 von 1970 im Rahmen eines Interviews gelobt, die Aktion samt Akteur fotografisch festgehalten.
Nach dem Referendariat in Mannheim und Heidelberg wurde er wissenschaftlicher Mitarbeiter am Lehrstuhl für Staats-, Verwaltungs- und Völkerrecht bei Hartmut Schiedermair an der Universität des Saarlandes in Saarbrücken. Dort habilitierte er sich 1984 mit der Arbeit Die staatliche Verantwortung für die Risiken der Technik. Verfassungsrechtliche Grundlagen und immissionsschutzrechtliche Ausformung und erhielt die Venia legendi für Staats-, Verwaltung- und Völkerrecht. Mit diesem Buch, der ersten Habilitationsschrift auf dem Gebiet des Umweltrechts, hat Murswiek die Lehre von den grundrechtlichen Schutzpflichten des Staates weiterentwickelt und für den Schutz gegen Umweltbeeinträchtigungen und technische Risiken fruchtbar gemacht.
Er war Lehrstuhlvertreter an der Universität des Saarlandes und an der Hochschule für Verwaltungswissenschaften in Speyer. Nachdem er 1986 als Professor für Öffentliches Recht und Forstrecht an der Universität Göttingen tätig gewesen war, war er als Nachfolger von Ernst-Wolfgang Böckenförde von 1990 bis zur Emeritierung ordentlicher Professor für Staats- und Verwaltungsrecht sowie ab 1999 für Deutsches und Internationales Umweltrecht an der Universität Freiburg im Breisgau. Bei seiner Berufung an die Universität Freiburg wurde ihm vorgeworfen, dass er in jungen Jahren im Umfeld rechtsextremer Kreise aktiv war.
Außerdem war er Direktor der Abteilung III (Staatsrecht) des Instituts für Öffentliches Recht, 1998 wurde er Geschäftsführender Direktor. 1994/95 war er Sprecher des Konvents und von 1995 bis 1997 Dekan der Rechtswissenschaftlichen Fakultät. 1997 lehnte er einen Ruf auf den Lehrstuhl für Allgemeine Staatslehre, Öffentliches Recht und Rechtsphilosophie an der Universität zu Köln ab.
Von 1999 bis 2003 war er Aufsichtsratsmitglied des UFZ-Umweltforschungszentrums Leipzig-Halle. Er ist Mitglied der Europäischen Akademie der Wissenschaften und Künste. Murswiek ist Kommentator des „Bonner Kommentars zum Grundgesetz“ und des von Michael Sachs herausgegebenen Grundgesetzkommentars. Er ist regelmäßiger Autor der „Entscheidungsanalysen“ der „JuS-Rechtsprechungsübersicht“ und Mitherausgeber der Zeitschriften Natur + Recht und Zeitschrift für Rechtsphilosophie. 2016 wurde er emeritiert.
Das wissenschaftliche Werk Murswieks weist drei Schwerpunkte auf: Verfassungsrecht, Völkerrecht und Umweltrecht. Im Umweltrecht überschneiden sich die Ebenen des Verfassungs- und des Verwaltungsrechts sowie auch des Europa- und des Völkerrechts. Im Verfassungsrecht überwiegen Arbeiten zu den Grundrechten, vor allem zur allgemeinen Grundrechtsdogmatik, sowie zur Verfassungstheorie und Verfassungslehre. In seinem Vortrag vor der Vereinigung der Deutschen Staatsrechtslehrer über „Die Bewältigung der wissenschaftlichen und technischen Entwicklungen durch das Verwaltungsrecht“ hat Murswiek gezeigt, dass der Rechtsstaat vor unerkannten und hypothetischen Risiken nicht kapitulieren muss, dass andererseits aber eine umfassende staatliche Regulierung der technischen Entwicklung nicht möglich ist. Zum „Staatsziel Umweltschutz“ (Artikel 20 a Grundgesetz) hat er die erste systematische Interpretation geliefert, die maßstabsbildend geworden ist. Völkerrechtliche Schwerpunktthemen Murswieks sind das Selbstbestimmungsrecht der Völker und der Minderheitenschutz. Als erster Völkerrechtler hat Murswiek die Präventivkriegsstrategie der Vereinigten Staaten („Bush-Doktrin“) analysiert und einer völkerrechtlichen Kritik unterzogen.
Murswiek engagiert sich über den wissenschaftlichen Rahmen hinaus und publizierte zu seinen Themen in verschiedenen Leitmedien wie Frankfurter Allgemeine Zeitung oder Süddeutsche Zeitung, aber auch in rechtskonservativen und neurechten Zeitschriften wie Criticón oder Junge Freiheit, die ihn mehrmals interviewte. Er trat als Redner bei dem „Extremismuskongress“ der AfD-Fraktionen in den Landtagen am 18. März 2017 in Berlin auf.
Im September 2019 gehörte er zu den etwa 100 Staatsrechtslehrern, die sich mit dem offenen Aufruf zum Wahlrecht Verkleinert den Bundestag! an den Deutschen Bundestag wandten.

## Prozessvertretungen, Gutachten
Murswiek ist nicht nur als wissenschaftlicher Autor, sondern auch als Gutachter und Prozessvertreter tätig. Er gehörte von 1972 bis 2015 der CDU an und berät Bundestagsabgeordnete der CDU/CSU-Fraktion in staats- und völkerrechtlichen Fragen, hat aber auch Gutachten für Die Grünen, DIE LINKE, die AfD und die ödp erstellt sowie diese in Prozessen vertreten.
Murswiek war Prozessbevollmächtigter in einem Organstreitverfahren vor dem Bundesverfassungsgericht, das die Bundestagsabgeordneten Peter Gauweiler und Willy Wimmer gegen den Einsatz deutscher Tornado-Kampfflugzeuge in Afghanistan angestrebt hatten, das aber bereits an den Zulässigkeitsvoraussetzungen scheiterte. Die aufgeworfenen Rechtsfragen hat das Gericht in einer abgewiesenen Organklage der Linksfraktion geklärt. Die Verfassungsbeschwerde und das Organstreitverfahren Peter Gauweilers gegen die Ratifikation des Vertrages von Lissabon (vgl. Lissabon-Urteil) unterstützte er zunächst mit einem Gutachten und übernahm dann auch die Prozessvertretung. Er vertritt Peter Gauweiler auch im Verfassungsbeschwerdeverfahren gegen den Euro-Rettungsschirm sowie in einer Erweiterungsklage gegen den Rettungsfonds im ESM-Vertrag.
Im Auftrag der „Initiative freie Impfentscheidung e. V.“ legte Dietrich Murswiek am 4. Oktober 2021 ein Rechtsgutachten vor, in dem er die These aufstellt, der „indirekte[…] COVID-19-Impfzwang[…]“ sei verfassungswidrig. Das Gutachten befasst sich mit 2G- und 3G-Regeln sowie der „Ungleichbehandlung der Ungeimpften bezüglich der Quarantänepflichten“.

## Schriften (Auswahl)
- Die verfassunggebende Gewalt nach dem Grundgesetz für die Bundesrepublik Deutschland (= Schriften zum öffentlichen Recht 343). Duncker & Humblot, Berlin 1978 ISBN 3-428-04174-7 (Diss. Univ. Heidelberg 1978).
- Die staatliche Verantwortung für die Risiken der Technik. Verfassungsrechtliche Grundlagen und immissionsschutzrechtliche Ausformung (= Schriften zum Umweltrecht 3). Duncker & Humblot, Berlin 1985 ISBN 3-428-05868-2 (Habil.-Schr. Univ. Saarbrücken 1983).
- Umweltschutz als nationale Aufgabe. Neue Wege in der Öko-Debatte. In: Criticón 100/101 (1987), S. 79–82.
- Maastricht und der pouvoir constituant. Zur Bedeutung zur verfassunggebenden Gewalt im Prozeß der europäischen Integration. In: Der Staat 32 (1993), S. 161–190.
- Minderheitenschutz – für welche Minderheiten? Zur Debatte um die Einfügung eines Minderheitenartikels ins Grundgesetz. Sonderheft zum Thema Minderheitenschutz in der Bundesrepublik Deutschland. Kulturstiftung der Deutschen Vertriebenen, Bonn 1994, ISBN 3-88557-121-8.
- Souveränität und humanitäre Intervention. Zu einigen neueren Tendenzen im Völkerrecht. In: Der Staat 35 (1996), S. 31–44.
- Der Beitritt der Staaten Ostmitteleuropas zur Europäischen Union und die Rechte der deutschen Volksgruppen und Minderheiten sowie der Vertriebenen (= Staats- und völkerrechtliche Abhandlungen der Studiengruppe für Politik und Völkerrecht, Band 16). Verlag Wissenschaft und Politik, Köln 1997 (mit Dieter Blumenwitz und Gilbert Gornig)
- Staat – Souveränität – Verfassung. Festschrift für Helmut Quaritsch zum 70. Geburtstag. Berlin 2000. ISBN 3-428-09623-1
- Die amerikanische Präventivkriegsstrategie und das Völkerrecht. In: NJW 2003, S. 1014–1020.
- Der Verfassungsschutzbericht – das scharfe Schwert der streitbaren Demokratie. Zur Problematik der Verdachtsberichterstattung. In: NVwZ 2004, S. 769–778.
- Kommentar zur Präambel des Grundgesetzes. In: Bonner Kommentar zum Grundgesetz. C. F. Müller Verlag, Heidelberg 1950 ff. (Loseblattkommentar), 119. Aktualisierung September 2005.
- Die Eurokrise vor dem Bundesverfassungsgericht. „Euro-Rettungsschirm“, Europäischer Stabilitätsmechanismus und Rettungsmaßnahmen der EZB. Dokumentation der Schriftsätze und systematische Einführung. Nomos, Baden-Baden 2016, ISBN 978-3-8487-1964-8.
- Verfassungsschutz und Demokratie. Voraussetzungen und Grenzen für die Einwirkung der Verfassungsschutzbehörden auf die demokratische Willensbildung. Duncker & Humblot, Berlin 2020, ISBN 978-3-428-15922-2.